# Lilija Fjodorowna Schewzowa

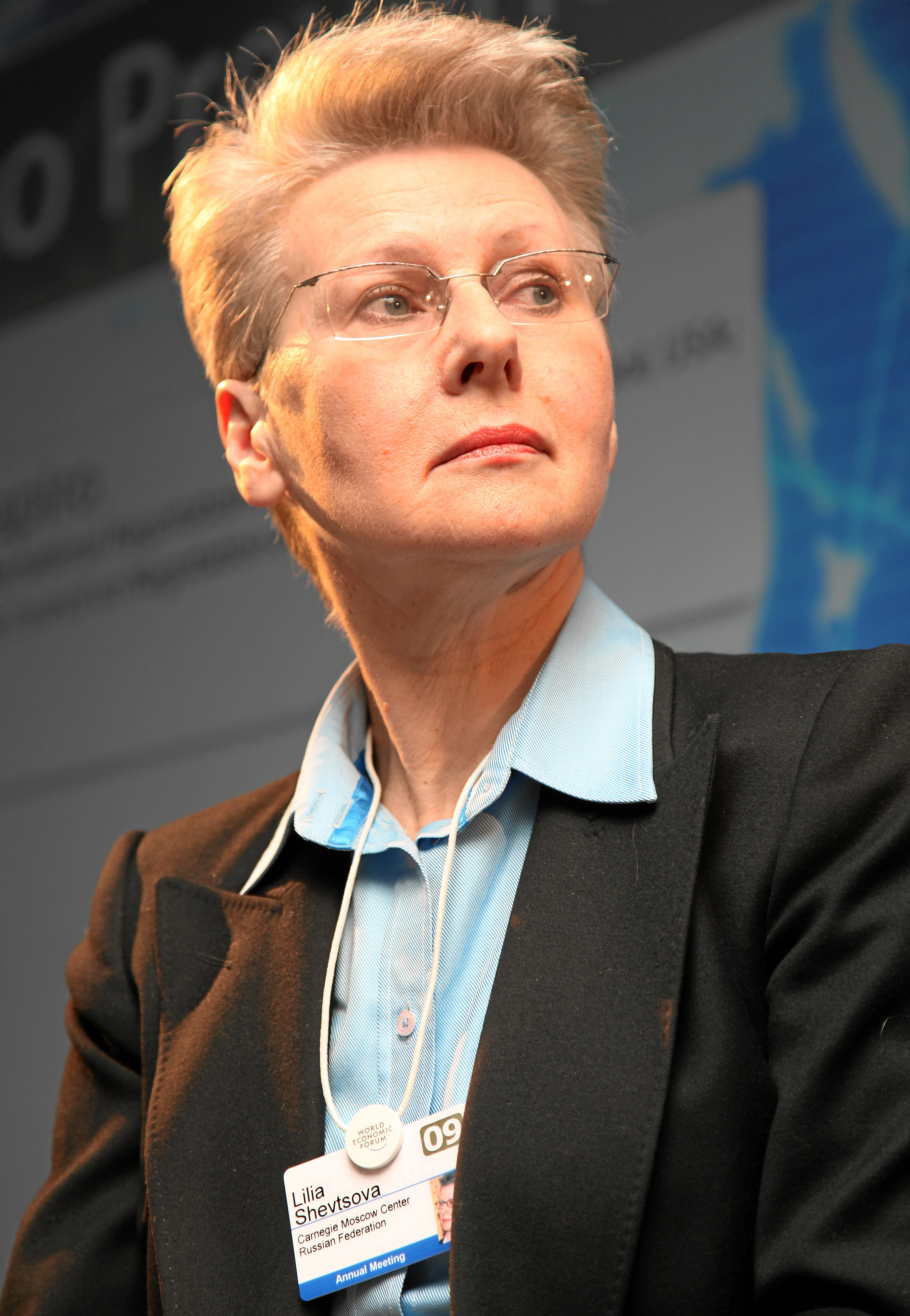
Lilija Schewzowa (2009)

Lilija Fjodorowna Schewzowa (russisch Лилия Фёдоровна Шевцова, * 7. Oktober 1951 in Lemberg, Ukrainische SSR) ist eine russische Politikwissenschaftlerin, Journalistin und Autorin, die nach der politischen Wende in ihrer Heimat durch ihre politischen Analysen bekannt wurde.

## Leben
Schewzowa studierte Geschichte und Journalismus am Staatlichen Moskauer Institut für Internationale Beziehungen und machte dort sowohl ihr Examen als Bachelor als auch im Jahre 1971 den Master of Arts. 1976 promovierte sie im Fach Politische Wissenschaften an der Akademie für Gesellschaftswissenschaften beim Zentralkomitees der Kommunistischen Partei der Sowjetunion.
In der Folgezeit war Schewzowa Direktorin des Moskauer Zentrums für Politische Studien und stellvertretende Direktorin am Moskauer Institut für Internationale Wirtschaftliche und Politische Studien. Im Jahr 1993 war sie als Professorin an der University of California, Berkeley tätig, im darauf folgenden Jahr an der Cornell University in Ithaca im  Bundesstaat New York, in den USA.
1995–2014 arbeitete sie am Carnegie Endowment for International Peace sowohl in dessen Zentrale in Washington, D.C., als auch in Moskau. In Moskau leitete sie das Programm für Russische Innenpolitik und Politische Institutionen.
Seit 2014 ist sie nonresident senior fellow an der Brookings Institution in Washington im Center on the United States and Europe (CUSE).
Schewzowas hauptsächliches Arbeitsgebiet bei Carnegie waren die postkommunistischen Transformations- und Demokratisierungsprozesse, Russlands Innen- und Außenpolitik, die Beziehungen zwischen West- und Osteuropa, politische Entwicklungen in den Nachfolgestaaten der Sowjetunion, der Kaukasusregion und dem Kosovo. Sie schreibt regelmäßig Beiträge in der zweimonatlich erscheinenden Zeitschrift Foreign Policy.
Im April 2015 zeichnete sie ein Bild Russlands als einem nicht zu stoppenden Bob in einer Bob-Bahn und bezeichnete Putin als Geisel dieses Bobs. Anstatt sich so sehr auf ihn zu konzentrieren, sollte der Westen die Grundlagen der russischen Finanzströme, welche vor allem in Europa liegen, versuchen einzudämmen.
Ende September 2015 war Russland für Schewzowa zum Aussätzigen der Weltgemeinschaft geworden. Putin habe es zwar im syrischen Bürgerkrieg durch die Stationierung von Flugzeugen geschafft, anlässlich der UNO-Generalversammlung die Weltspitze zu seinen Bedingungen zu treffen. Gleichzeitig aber vertiefte sich das Bild eines unberechenbaren, verantwortungslosen und verzweifelten Abenteurers.

## Veröffentlichungen
- 1993: Political Pluralism in Post-Communist Russia, in: Alexander Dallin (Hrsg.): Political Parties in Russia. International and Area Studies, Research Series No. 88, University of California at Berkeley 1993, ISBN 0-87725-188-6.
- 1999: Yeltsin's Russia: Myths and Reality. Carnegie Endowment for International Peace, Washington, D. C., USA, ISBN 0-870030949.
- 2001: mit Archie Brown (Hrsg.): Gorbachev, Yeltsin, and Putin: Political Leadership in Russia’s Transition. Carnegie Endowment for International Peace, Washington D.C., USA, ISBN 0-870031864.
- 2005: Russia's Engagement With the West: Transformation And Integration in the Twenty-first Century.
- 2005. Putin's Russia.
- 2007: Russia – Lost in Transition: The Yeltsin and Putin Legacies.
- 2010: Lonely Superpower: Russia's Uneasy Relationship with the West.
- 2011: mit Andrew Wood: Change or Decay: Russia's Dilemma and the West's Response. Carnegie Endowment for International Peace, Washington, D.C., USA, ISBN 978-0-870033476.

Beiträge
- 2001: in Der Fall Russlands: Wegmarken eines Machtwechsels; hier: From Yeltsin’s Sunset to Putin’s Sunrise: The Evolution of Electoral Monopoly. Nomos, Baden-Baden, ISBN 3-7890-7605-8.